# 刀尔登镇
刀尔登镇，是中华人民共和国辽宁省朝阳市凌源市下辖的一个乡镇级行政单位。

## 行政区划
刀尔登镇下辖以下地区：
烧锅地村、北营子村、三道沟村、柏杖子村、南营子村、八道沟村、干沟子村、头道河子村、南店村、柴杖子村、三道梁子村和侯杖子村。